# Place Jean Jaurès (Troyes)
Pour les articles homonymes, voir Place Jean-Jaurès.
La place Jean Jaurès est une place historique du centre-ville de Troyes, dans le département de l'Aube.

## Situation et accès
Elle prolonge la rue Émile Zola ; la rue Colbert et la rue Huguier Truelle.
Elle est bordée de maisons à pans de bois du XVIe siècle de la Bourse du Travail et la cour Doué y débouche.

## Origine du nom
Elle porte le nom de Jean Jaurès depuis 1919 après avoir porté le nom de Place du marché à blé.

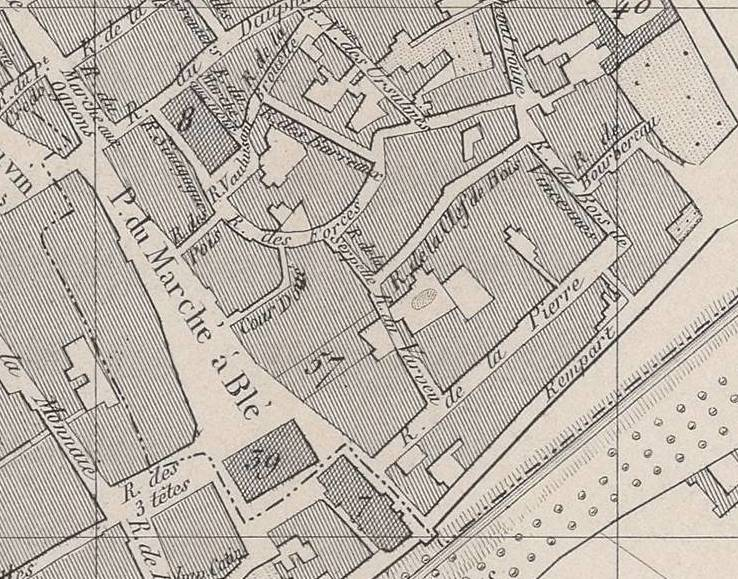
Place du marché à blé en 1839.

## Historique
Elle reprend la place du marché au blé puis place de la bonneterie ; au N°38 se trouve un hôtel particulier où naquit Édouard Herriot. La colonne des bienfaiteurs qui se trouvait sur la place a disparu.

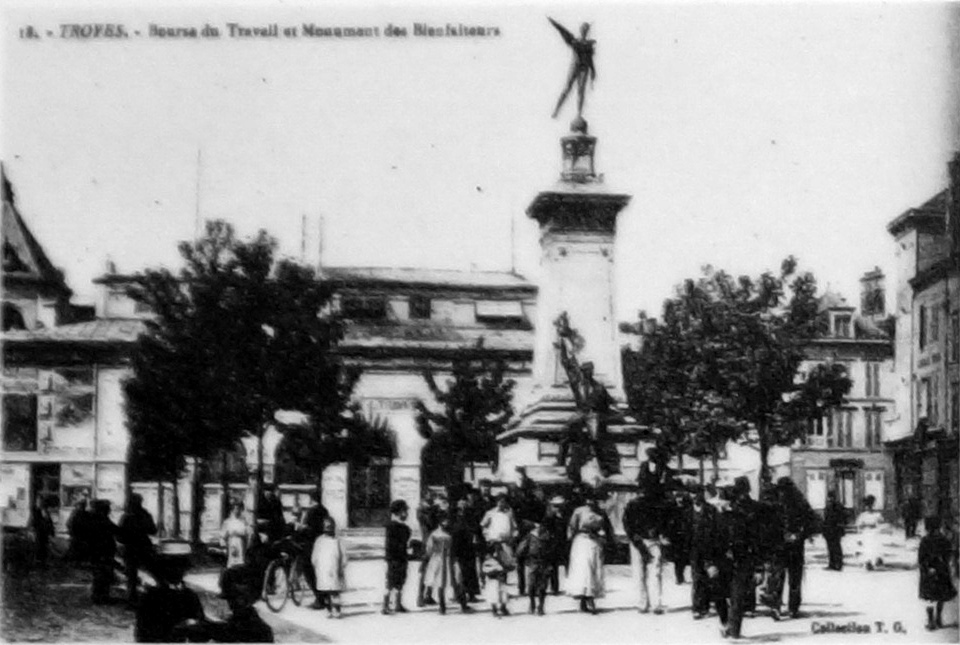
En 1915 la bourse du travail et la colonne des bienfaiteurs.

## Bâtiments remarquables et lieux de mémoire
Elle est en grande partie piétonne.
La bourse du Travail, ancienne Halle de la bonneterie bâtie en 1837.

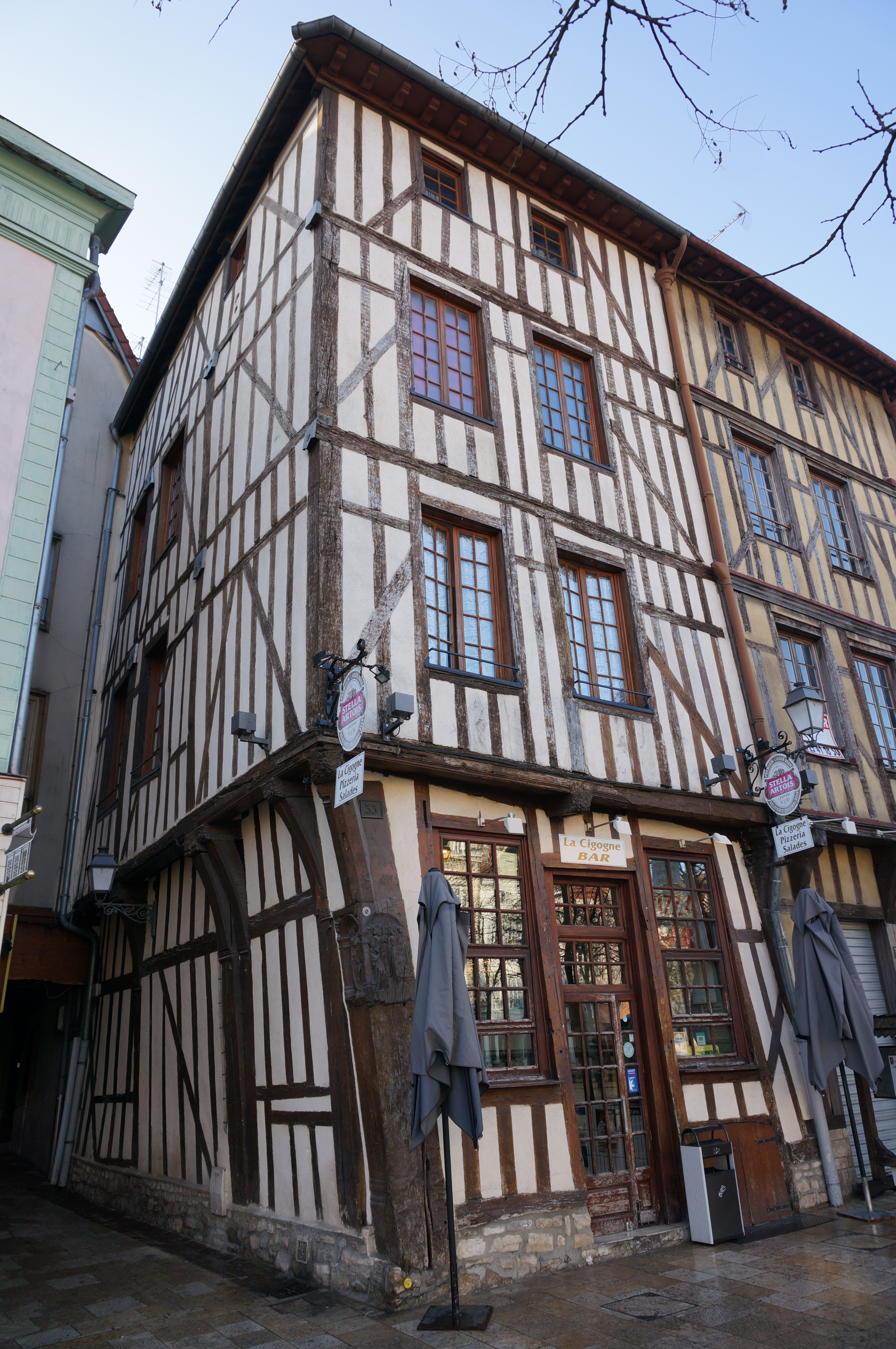
Entrée de la cour Doué.
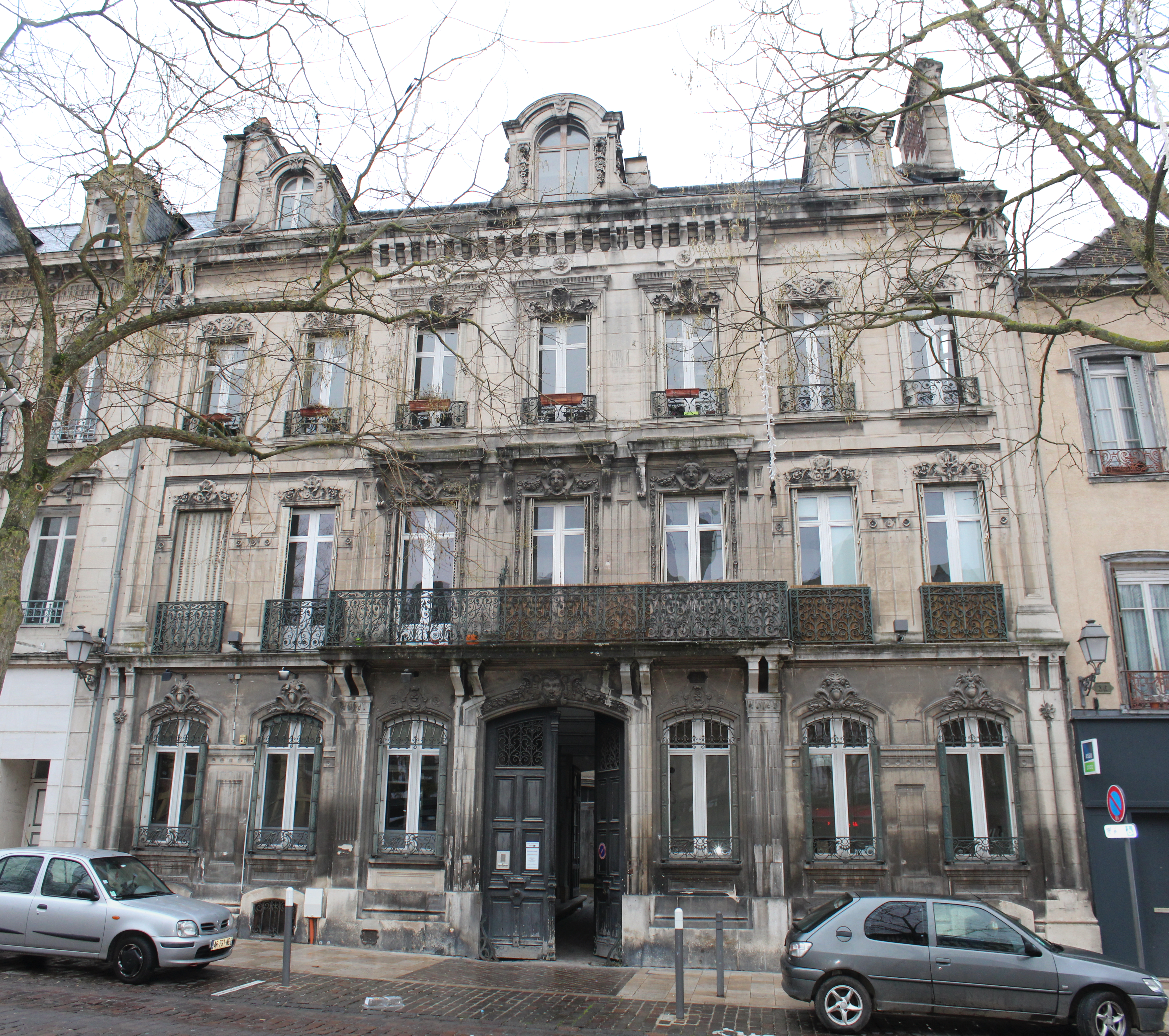
Immeuble ;
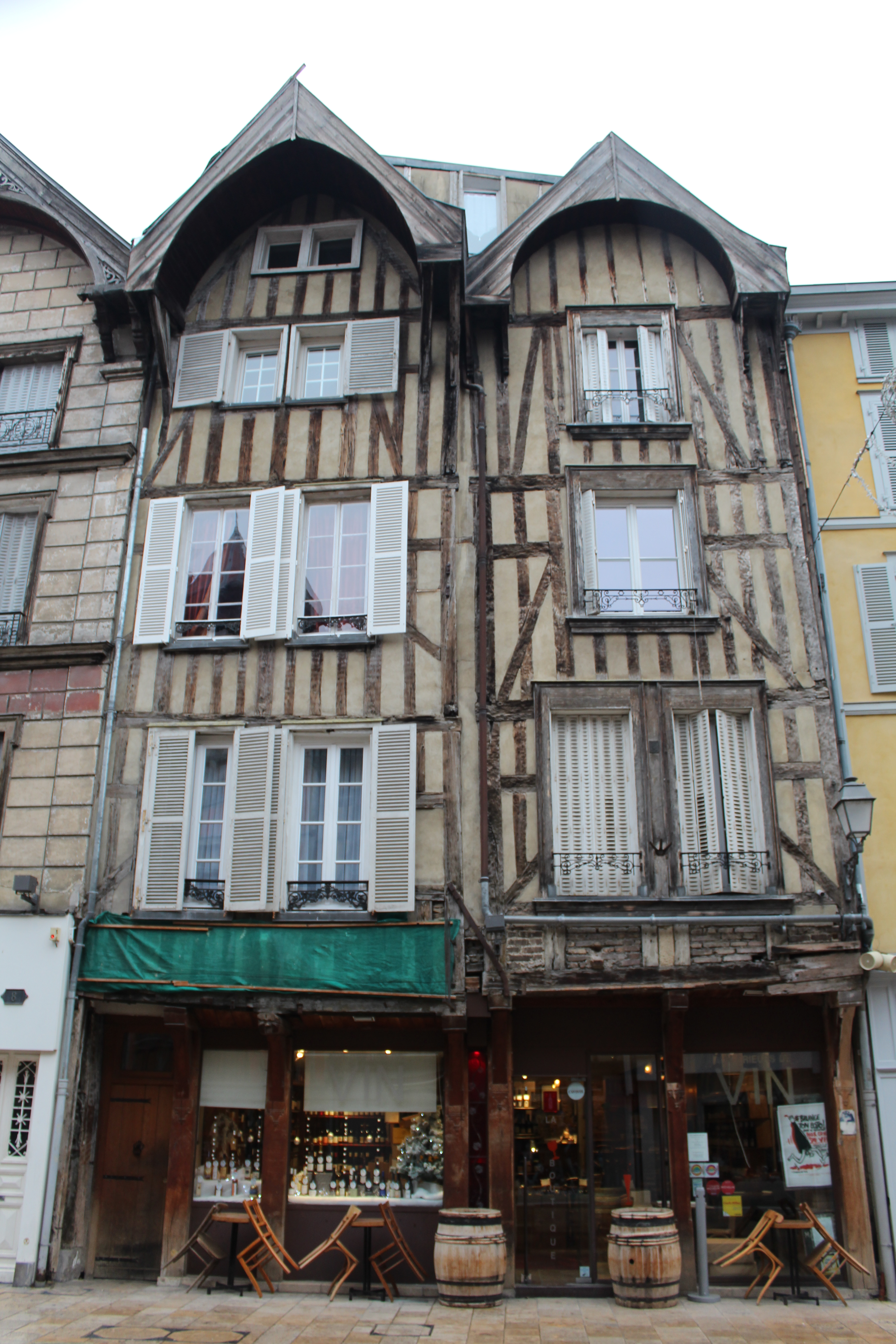
à pans de bois.
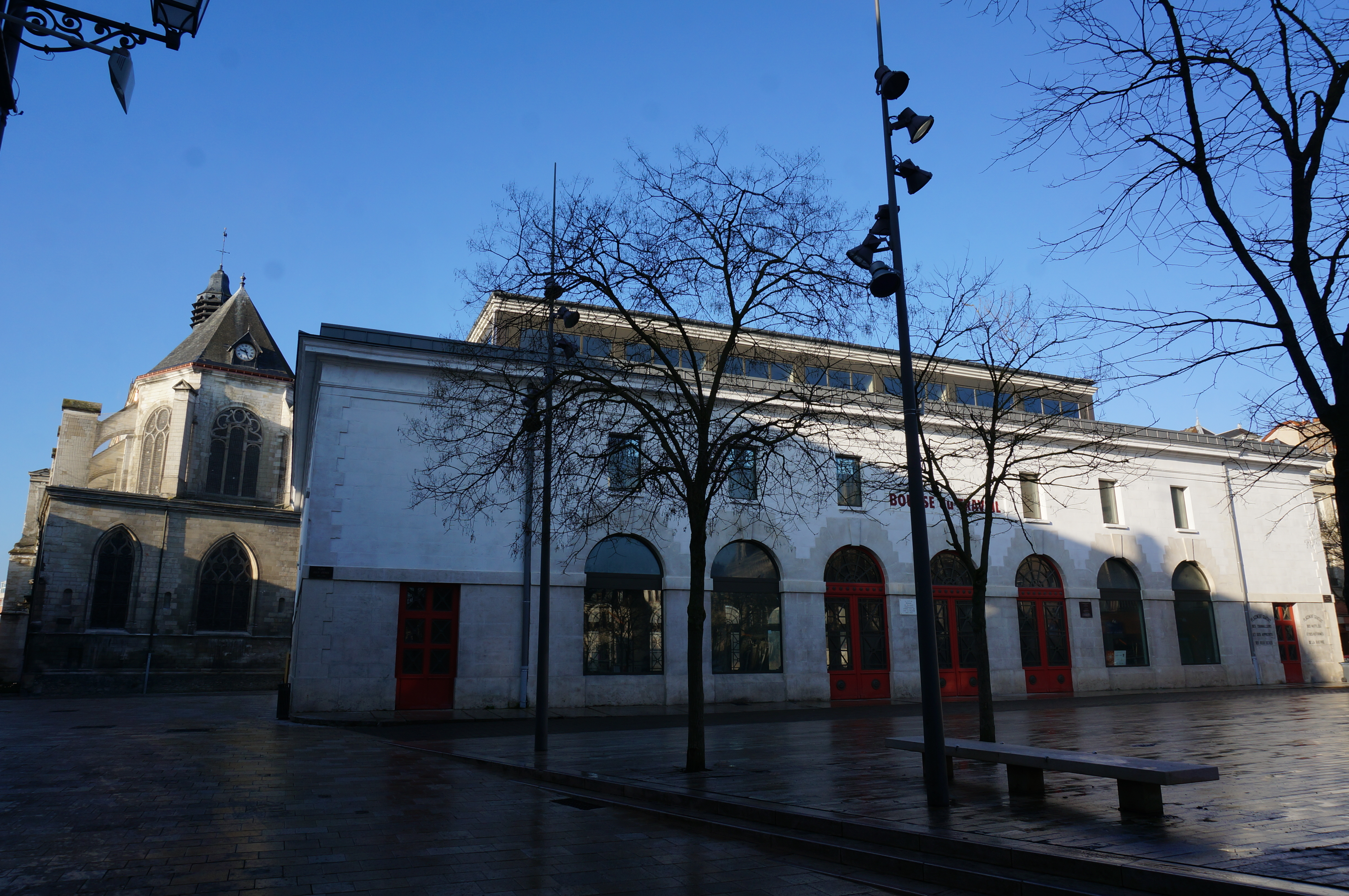
La bourse du travail et le chevet de l'église Saint-Nicolas de Troyes.